# Lijst van voetbalinterlands Filipijnen - Turkmenistan
Deze lijst van voetbalinterlands is een overzicht van alle officiële voetbalwedstrijden tussen de nationale teams van de Filipijnen en Turkmenistan. De landen hebben tot nu toe vier keer tegen elkaar gespeeld. De eerste ontmoeting, een kwalificatiewedstrijd voor de AFC Challenge Cup 2010, was op 18 april 2009 in Malé (Maldiven). De laatste wedstrijd, een groepswedstrijd tijdens de AFC Challenge Cup 2014, vond plaats op 24 mei 2014 in Malé (Maldiven).

## Wedstrijden
| № | Plaats    | Datum         | Competitie                          | Wedstrijd                 | Uitslag |
| - | --------- | ------------- | ----------------------------------- | ------------------------- | ------- |
| 1 | Malé      | 18 april 2009 | AFC Challenge Cup 2010 kwalificatie | Turkmenistan − Filipijnen | 5 − 0   |
| 2 | Kathmandu | 16 maart 2012 | AFC Challenge Cup 2012              | Turkmenistan − Filipijnen | 2 − 1   |
| 3 | Manilla   | 26 maart 2013 | AFC Challenge Cup 2014 kwalificatie | Filipijnen − Turkmenistan | 1 − 0   |
| 4 | Malé      | 24 mei 2014   | AFC Challenge Cup 2014              | Turkmenistan – Filipijnen | 0 – 2   |

## Samenvatting
| Competitie                     | Totaal gespeeld | Winst Filipijnen | Gelijk | Winst Turkmenistan | Doelsaldo Filipijnen – Turkmenistan |
| ------------------------------ | --------------- | ---------------- | ------ | ------------------ | ----------------------------------- |
| AFC Challenge Cup              | 2               | 1                | 0      | 1                  | 3 − 2                               |
| AFC Challenge Cup-kwalificatie | 2               | 1                | 0      | 1                  | 1 − 5                               |
| Totaal                         | 4               | 2                | 0      | 2                  | 4 − 7                               |

PFF · 
A-internationals · 
Filipijns vrouwenelftal
Afghanistan ·
Australië ·
Azerbeidzjan ·
Bahrein ·
Bangladesh ·
Bhutan ·
Brunei ·
Cambodja ·
China ·
Estland ·
Fiji ·
Guam ·
Hongkong ·
India ·
Indonesië ·
Irak ·
Iran ·
Israël ·
Japan ·
Jemen ·
Jordanië ·
Kirgizië ·
Koeweit ·
Laos ·
Libanon ·
Macau ·
Malediven ·
Maleisië ·
Mongolië ·
Myanmar ·
Nepal ·
Noord-Korea ·
Oezbekistan ·
Oman ·
Oost-Timor ·
Pakistan ·
Palestina ·
Papoea-Nieuw-Guinea ·
Qatar ·
Singapore ·
Sri Lanka ·
Syrië ·
Tadzjikistan ·
Taiwan ·
Thailand ·
Turkmenistan ·
Verenigde Arabische Emiraten ·
Vietnam ·
Zuid-Korea ·
Zuid-Vietnam
AFFA · A-internationals · Bondscoaches · Statistieken · Turkmeens vrouwenelftal · Turkmenistan U21 · Turkmenistan U20 · Turkmenistan U19 · Turkmenistan U17
1992 – 1999 ·
2000 – 2009 ·
2010 – 2019 ·
2020 − 2029
1992 ·
1993 ·
1994 ·
1995 ·
1996 ·
1997 ·
1998 ·
1999 ·
2000 ·
2001 ·
2002 ·
2003 ·
2004 ·
2005 ·
2006 ·
2007 ·
2008 ·
2009 ·
2010 ·
2011 ·
2012 ·
2013 ·
2014 ·
2015 ·
2016 ·
2017 ·
2018 ·
2019 ·
2020 ·
2021 ·
2022
Afghanistan ·
Armenië ·
Azerbeidzjan ·
Bahrein ·
Bangladesh ·
Bhutan ·
Cambodja ·
China ·
Estland ·
Filipijnen ·
Guam ·
Hongkong ·
India ·
Indonesië ·
Irak ·
Iran ·
Japan ·
Jemen ·
Jordanië ·
Kazachstan ·
Kirgizië ·
Koeweit ·
Laos ·
Libanon ·
Litouwen ·
Malediven ·
Maleisië ·
Myanmar ·
Nepal ·
Noord-Korea ·
Oeganda ·
Oezbekistan ·
Oman ·
Pakistan ·
Palestina ·
Qatar ·
Roemenië ·
Saoedi-Arabië ·
Singapore ·
Sri Lanka ·
Syrië ·
Tadzjikistan ·
Taiwan ·
Thailand ·
Verenigde Arabische Emiraten ·
Vietnam ·
Zuid-Korea